# More Than a Woman (Toni Braxton)
More Than a Woman è il quinto album in studio della cantante statunitense Toni Braxton, pubblicato per Arista Records il 19 novembre 2002.
Il disco ha raggiunto la 13ª posizione nella classifica Billboard 200 e la 5ª posizione in quella R&B, conquistando 1 disco d'oro negli Stati Uniti.

## Tracce
1. Let Me Show You the Way (Out) – 4:19 (Toni Braxton, Tamar Braxton, Keri Lewis, Curtis Mayfield, Ernest D. Wilson)
2. Give It Back (feat. Big Tymers) – 3:38 (Tamar Braxton, Toni Braxton, Byron Thomas, Brian Williams)
3. A Better Man – 3:58 (Gerrard C. Baker, Andrea Martin, Ivan Mathias)
4. Hit the Freeway (feat. Loon) – 3:50 (Chauncey Hawkins, Pharrell Williams)
5. Lies, Lies, Lies – 5:10 (Keri Lewis, Stokley Williams)
6. Rock Me, Roll Me – 4:57 (Tamar Braxton, Toni Braxton, Keri Lewis)
7. Selfish – 3:47 (Toni Braxton, Tamar Braxton, Blake English, Kenisha Pratt, Robert Smith)
8. Do You Remember When – 4:02 (Toni Braxton, LaShawn Daniels, Rodney Jerkins, Fred Jerkins III)
9. Me & My Boyfriend – 3:43 (Toni Braxton, Tamar Braxton, Darryl Harper, Irving Lorenzo, Andre Parker, Ricky Rouse, Tupac Shakur, Tyrone Wrice)
10. Tell Me – 4:09 (Anita Baker, Anthony Bias, Toni Braxton, Louise Johnson, Keri Lewis)
11. And I Love You – 3:59 (Babyface, Daryl Simmons)
12. Always – 4:30 (Tamar Braxton, Toni Braxton, Blake English, Kenisha Pratt, Robert Smith, B. Smith)